# Gießener Papyrussammlungen
Die Gießener Papyrussammlungen sind eine Sondersammlung der Universitätsbibliothek Gießen. In ihr sind drei ursprünglich selbständige Papyrussammlungen und eine Ostrakasammlung zusammengeführt worden: die Papyri Gissenses (P. Giss.), die Papyri Bibliothecae Universitatis Gissensis (P. B. U. G.) und die Papyri Iandanae (P. Iand.) sowie die Ostraca Gissensia (O. Giss.). Diese Sammlungen wurden vor 1914 mit Hilfe des  Deutschen Papyruskartells aufgebaut. Sie umfassen über 2800 Papyrusfragmente und 576 Ostraka. Die meisten Texte sind in griechischer Sprache. Angegliedert ist eine Sammlung von Keilschrifttafeln in altassyrischer Sprache.
Mit insgesamt rund 3400 Stücken besitzt Gießen die fünftgrößte deutsche Papyrussammlung (nach Berlin, Leipzig, Heidelberg und Köln). Ihre Besonderheit ist, dass sie ohne öffentliche Mittel aufgebaut wurde.

## Geschichte der Teilsammlungen

### Papyri Gissenses
Der Gießener Althistoriker Ernst Kornemann gehörte 1902 zu den Gründungsmitgliedern des Deutschen Papyruskartells, das den Ankauf ägyptischer Funde organisierte, die anschließend unter deutschen Interessenten verlost wurden. Der Gießener Unternehmer Wilhelm Gail stellte die Mittel für den Aufbau einer Papyrussammlung in Trägerschaft des Oberhessischen Geschichtsvereins zur Verfügung. Sie umfasst 1080 durch Inventarnummern gezählte Papyri und verwandte Beschreibstoffe (Pergament, Leder, Hadernpapier) sowie zwei Wachstafeln und ein Stück Mumienkartonage.
Bei einer Ägyptenreise erwarb Kornemann 1902 bei einem Händler in Eschmunên rund 150 Papyri, die aus dem antiken Ort Heptakomia in der Thebais stammten. Darunter war das berühmteste Stück der Papyri Gissenses: das Fragment einer Abschrift der Constitutio Antoniniana (P. Giss 40 I). Im Oktober 2017 wurde das Stück in die Liste des Weltdokumentenerbes der UNESCO aufgenommen. Außerdem waren unter den Erwerbungen Kornemanns Papyri aus einem antiken Privatarchiv der römischen Kaiserzeit, dem Apollonios-Archiv. Alle weiteren Ankäufe für diese Sammlung erfolgten bis 1913 durch das Papyruskartell. Nach einer ersten Sichtung begann die Verglasung zunächst der wertvolleren Stücke, die der Konservator Hugo Ibscher in den Staatlichen Museen zu Berlin durchführte. Ibscher vergab die Inventarnummern in der Reihenfolge, in der er diese Verglasung durchführte, unabhängig davon, wann die Papyri angekauft worden waren. Die Edition der Texte übernahm Kornemann selbst, ab 1907 in Zusammenarbeit mit Otto Eger (Rechtsurkunden) und Paul M. Meyer. 1912 erschien Band I der Griechischen Papyri im Museum des Oberhessischen Geschichtsvereins zu Gießen, in dem 125 Papyri und ein Ostrakon publiziert wurden. Danach stagnierte die Edition. Die meisten Papyri befanden sich im Oberhessischen Museum im Gießener Alten Schloss, aber die Papyri, mit denen er jeweils arbeitete, bewahrte Kornemann selbst auf. 1930 wurden die Papyri Gissenses als Dauerleihgabe in die Universitätsbibliothek überführt. Sie sollten im dortigen Handschriften-Zimmer für die wissenschaftliche Arbeit bequem zugänglich sein.
Im November 1939 wurden die Papyri und Ostraka in den Keller der Universitätsbibliothek gebracht; zu einem unbekannten späteren Zeitpunkt kamen sie, zusammen mit den Papyri Bibliothecae Universitatis Gissensis, in den Tresor der Dresdner Bank (Johannisstr. 1). Hier überstanden sie die Bombardierungen Gießens im Dezember 1944 und Februar 1945 unbeschädigt. Aber im März/April 1945, als die Lahn Hochwasser führte, drang Grundwasser in den Tresor ein. Weder konnten die Bankmitarbeiter die Papyri aus dem Tresor holen, noch meldete die Bank diesen Vorfall. Nach Kriegsende blieb der Tresor auf Anordnung der amerikanischen Besatzungsbehörden verschlossen, und so waren die Papyri monatelang dem Wasser ausgesetzt. 1946 wurden die Bestände in die Ruine der Universitätsbibliothek zurückgebracht. Die nicht verglasten Papyri waren zu einem festen, von Schimmel überzogenen Klumpen zusammengeklebt. Auch zwischen die Glasplatten war Wasser eingedrungen. 1946/47 wurden die verglasten Papyri, soweit möglich, restauriert; es gab jedoch einige Totalverluste. Bei den nicht verglasten Papyri war die Restaurierung schwieriger und weniger erfolgreich. Vielfach entstanden während der mehrmonatigen feuchten Lagerung auf den Papierlagen zwischen den Papyri spiegelverkehrte Abklatsche, die von so guter Qualität sind, dass sie die verlorenen Originale ersetzen können.

### Papyri Bibliothecae Universitatis Gissensis
Seit 1908 gehörte die Gießener Universitätsbibliothek zu den Mitgliedern des Papyruskartells. Die Klassischen Philologen Otto Immisch und Alfred Körte begannen mit dem Aufbau einer Lehrsammlung, da die Papyri Gissenses nicht für Unterrichtszwecke der Universität zur Verfügung standen. Die Mittel dazu stammten von den beiden Philologen selbst sowie einer Spende des Industriellen Adolf Clemm. 1928 kamen Neuerwerbungen hinzu, finanziert von dem Verleger des Gießener Anzeigers, Richard Lange, und dem Unternehmer Ludwig Rinn. Damit war ein Endstand von 596 Stücken erreicht.

### Papyri Iandanae
Der Marburger Klassische Philologe Karl Kalbfleisch war seit 1906 Mitglied des Papyruskartells. Er baute eine Privatsammlung auf, die er nach seinem Großvater, dem Verleger und Druckereibesitzer Karl Reinhold Janda als Papyri Iandanae benannte, vermutlich weil die Mittel für den Ankauf von Janda stammten. Kalbfleisch brachte diese Sammlung 1913 von Marburg nach Gießen, wo sie im Handschriftenzimmer der Universitätsbibliothek aufgestellt wurde. Im Gegensatz zu den Papyri Gissenses und den Papyri Bibliothecae Universitatis Gissensis blieb Kalbfleischs Privatsammlung in der Universitätsbibliothek. Als die Bibliothek am 11. Dezember 1944 ausgebombt wurde, befanden sich die Papyri Iandanae in einem Keller und blieben unbeschädigt. Auch hier drang Feuchtigkeit ein; doch sind die Schäden, verglichen mit den beiden anderen Sammlungen, geringer. Das Inventar und weitere Akten über die Sammlung wurden bei der Bombardierung zerstört.
Nach Kalbfleischs Tod 1946 wurde die Sammlung auf Grund einer testamentarischen Verfügung 1952 der Universitätsbibliothek geschenkt.

### Ostraca Gissensia
Ernst Kornemann baute außer der Papyrussammlung auch eine Ostrakasammlung auf. Die meisten der rund 600 Objekte stammen aus dem ägyptischen Theben, wo Kornemann sie 1903 mit finanzieller Unterstützung Gails erwarb. Fritz Moritz Heichelheim bearbeitete die Gießener Ostraka ab 1926 bis zu seiner erzwungenen Emigration nach England.

### Keilschrifttexte der Universitätsbibliothek Gießen
Der Assyrologe Julius Lewy erwarb 1926 mit Mitteln der Gießener Hochschulgesellschaft rund 50 Keilschrifttontafeln für das Orientalische Seminar. Die Objekte stammen aus dem altassyrischen Handelszentrum Kaneš (heute Kültepe bei Kayseri, Türkei). Lewy, dessen Spezialgebiet die Texte aus Kültepe waren, wurde 1933 aus rassistischen Gründen entlassen; er emigrierte nach Frankreich. Seine Stelle an der Universität Gießen wurde nicht wieder besetzt. Die unbearbeitete Sammlung wurde 1950 in die Universitätsbibliothek integriert.
Zur Geschichte der Handelskolonie Kaneš in der Mittleren Bronzezeit, wo rund 20.000 Tontafeln gefunden wurden, leistet die Gießener Sammlung nur einen kleinen Beitrag.

## Geschichte der Gießener Papyrussammlungen ab 1950
Ab 1950 betreute der Klassische Philologe und Althistoriker Hans Georg Gundel die Papyrussammlungen, während der Orientalist Josef Schawe Bibliotheksdirektor war. Von 1987 bis 2003 wurde die Sammlung von dem Klassischen Philologen Manfred Landfester wissenschaftlich betreut. Nach seiner Emeritierung ging die Betreuung der Gießener Papyrussammlungen auf die Sondersammlungen der Universitätsbibliothek Gießen über.

## Digitalisierung
Die von der Deutschen Forschungsgemeinschaft im Rahmen des Programms Retrospektive Digitalisierung von Bibliotheksbeständen geförderte Digitalisierung der Gießener Papyri (1999–2001) bot die Möglichkeit, eine Neukatalogisierung vorzunehmen und die bis dahin nur auf Fließpapierlagen aufbewahrten Papyri zu verglasen. Sie wurden kategorisiert und dadurch inhaltlich erschlossen.
Das Folgeprojekt war die Digitalisierung, Erschließung und Bereitstellung der Gießener Ostrakasammlung (2001–2003); in diesem Rahmen wurden auch 3D-Scans der Keilschrifttafeln erstellt, die im Internet zur Verfügung stehen.